# Cypripède des montagnes
Cypripedium montanum
Espèce
Classification phylogénétique
Statut de conservation UICN

 VU B2ab(ii,iii,iv,v) : Vulnérable
Statut CITES
Le Cypripède des montagnes (Cypripedium montanum) est une espèce de plantes à fleurs qui fait partie de la famille des orchidées et du genre Cypripedium.

## Description
La plante peut atteindre une taille de 60 à 70 centimètres. La tige de la plante possède des feuilles alternées. Au sommet de la tige peut apparaître une à trois fleurs. Les sépales et les pétales sont de couleurs brun-marron avec une partie blanche. La plante ressemble fortement à Cypripedium parviflorum mais dont la partie blanche possède une coloration jaune.

## Habitat
Ce cypripède se retrouve dans la partie occidentale de l’Amérique du Nord de la Californie et du Colorado jusqu’en Alaska en passant par le Canada. Elle se trouve en général en altitude dans les montagnes dans les endroits à faible densité d’arbres ou dans les prairies subalpines.